# John Dill síremléke
Sir John Dill síremléke (Sir John Dill Memorial Grave) brit tábornagy síremléke az Arlingtoni Nemzeti Temetőben áll.

## A szobor
John Dillt az Amerikai Egyesült Államok Kongresszusa 1944 novemberi közös határozatának eredményeként hantolták el az Arlingtoni Nemzeti Temetőben, két fő út, a Roosevelt and Grant Drive találkozásánál. Dill a legmagasabb rangú külföldi katona, aki a sírkertben nyugszik.
A síremlék egy bronz lovas szobor, amely fényes gránittalapzaton áll. A szobrot Herbert Haseltine készítette, és Belgiumban öntötték ki. A lovon ülő Dillt második világháborús egyenruhában ábrázolta a szobrász. Az emlékmű egy terméskő téren áll. A talapzat William Welles Bosworth és Lawrence Grant White építész alkotása, a tájépítész Leon H. Zach volt. A síremléket John Dill barátja, George C. Marshall tábornok leplezte le 1950. november 1-jén, az avató beszédet Harry S. Truman elnök mondta. A temetőben csak két lovas szobor van, a másik Philip Kearny síremlékén áll.

## John Dill
John Dill (1881-1944)  harcolt a második búr háborúban és az első világháborúban. Utána a Palesztinában állomásozó brit hadsereg parancsnoka volt. 1937-ben lovaggá ütötték. 1941. decemberben, amikor az Amerikai Egyesült Államok belépett a második világháborúba, Washingtonba vezényelték a brit és amerikai vezérkari főnökök közös bizottságába. Franklin D. Roosevelt a Distinguished Service Medallal tüntette ki. Rendfokozati jelzése öt tábornoki csillag ezért nem hivatalosan marsallnak nevezik.